# Polikany (gmina Bujwidze)
Polikany (lit. Pelikonys) − wieś na Litwie, w rejonie wileńskim, 10 km na północny zachód od Bujwidzów, zamieszkana przez 13 ludzi. Przed II wojną światową w Polsce, w powiecie wileńsko-trockim województwa wileńskiego.